# Vesna

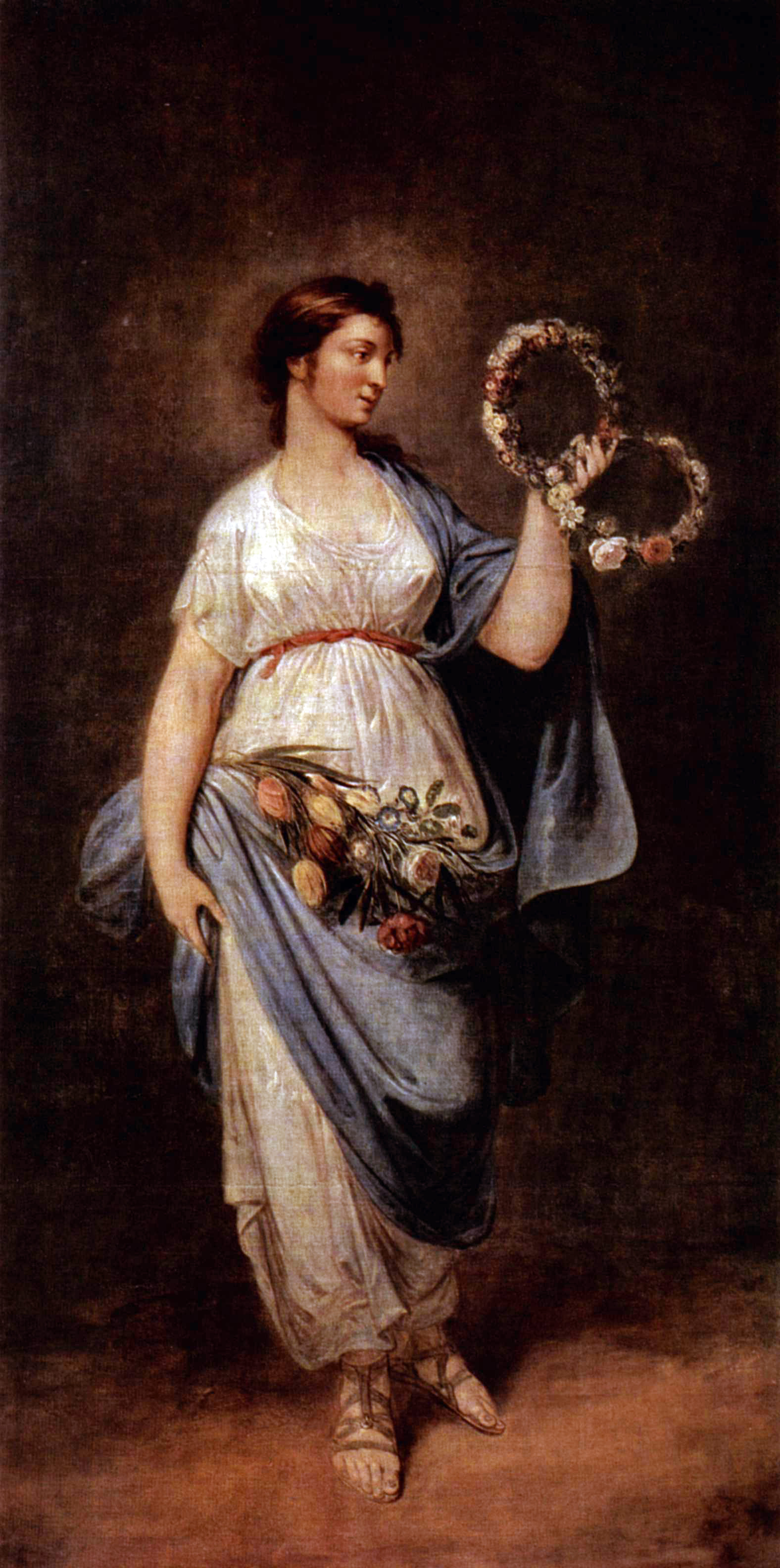
Alegoria da Primavera, de Bernhard Rode.

Vesna é uma personagem mitológica associada com a juventude e primavera na mitologia eslava, particularmente na Croácia, Sérvia, Macedônia do Norte e Eslovénia. Junto com de seu parceiro Vesnik, ela era associada com rituais conduzidos em áreas rurais durante a primavera.

## Nome
A palavra "vesna" é ainda a forma poética para referir-se a primavera nas línguas eslovena, tcheca e eslovaca. Em russo, polonês, ucraniano e bielarusso é a palavra literal da primavera. O mês de Fevereiro é alguma vezes nomeado vesnar na língua eslovena. Em sérvio, a palavra vesnik é usada para denotar alguém mensageiro da primavera.

## Tradição e folclore
Na mitologia eslava, belas mulheres chamadas vesnas moravam em palácios no topo de montanhas, onde discutiam o destino de plantações e dos humanos. Um circulo mágico em torno de seus palácios as mantinham proibidas de sair da montanha, exceto durante Fevereiro, quando elas viajariam em carroças de madeira para o vilarejo. Apenas certas pessoas eram capazes de ouvir elas cantando. Aqueles que se escondiam nos palácios das montanhas poderiam ouvir seus destinos, mas corriam o risco de um fim desagradável se fossem pegos.
No século XIX, camponeses russos celebravam o retorno da primavera em 1 de Março indo aos campos, carregando uma figura de argila de uma cotovia em um pivô decorado com flores. Eles cantavam canções nomeando a estação da primavera de Vesna.